# Ooh La La (album)
Pour les articles homonymes, voir Ooh La La.
Albums de Faces
A Nod Is As Good As a Wink... to a Blind Horse
(1971) Coast to Coast: Overture and Beginners
(1974)
Singles
1. Cindy Incidentally
Sortie : 14 février 1973
2. Ooh La La
Sortie : 6 juin 1973

Ooh La La est le quatrième et dernier album studio du groupe de rock anglais Faces. Sorti en avril 1973, il se classe no 1 des ventes au Royaume-Uni.

## Titres
| 1. | Silicone Grown     | Rod Stewart, Ronnie Wood              | 3:05 |
| 2. | Cindy Incidentally | Ian McLagan, Rod Stewart, Ronnie Wood | 2:37 |
| 3. | Flags and Banners  | Ronnie Lane, Rod Stewart              | 2:00 |
| 4. | My Fault           | Ian McLagan, Rod Stewart, Ronnie Wood | 3:05 |
| 5. | Borstal Boys       | Ian McLagan, Rod Stewart, Ronnie Wood | 2:52 |

| 6.  | Fly in the Ointment     | Kenney Jones, Ronnie Lane, Ian McLagan, Ronnie Wood | 3:49 |
| 7.  | If I'm on the Late Side | Ronnie Lane, Rod Stewart                            | 2:36 |
| 8.  | Glad and Sorry          | Ronnie Lane                                         | 3:04 |
| 9.  | Just Another Honky      | Ronnie Lane                                         | 3:32 |
| 10. | Ooh La La               | Ronnie Lane, Ronnie Wood                            | 3:30 |

## Musiciens
- Rod Stewart : chant sur (1, 2, 4, 5, 7 & 9), banjo et seconde guitare (3), absent sur (6, 8 & 10)
- Ronnie Wood : guitare slide, guitare acoustique et électrique, bouzouki, partage le chant sur (4 & 8), chant sur (10)
- Ian McLagan : piano, orgue, harmonium, chant sur (8), chœurs
- Ronnie Lane : basse, guitare acoustique et rythmique, percussions, tambourin, chant sur (3 & 8)
- Kenney Jones : batterie, percussions